# Кузьминское (Усть-Кубинский район)
Кузьминское — деревня в Усть-Кубинском районе Вологодской области на реке Томаш.
Входит в состав Устьянского сельского поселения. В период с 9 апреля 2009 года по 28 апреля 2015 года входила в состав Заднесельского сельского поселения, с 1 января 2006 года по 9 апреля 2009 года входила в Томашское сельское поселение.
Расстояние до районного центра Устья по автодороге — 38 км, до центра муниципального образования Заднего по прямой — 11 км. Ближайшие населённые пункты — Лобаново, Крюково, Грифониха.

## Население
По переписи 2002 года население — 3 человека.
| 2010 |
| ---- |
| 0    |